# 가와치코쿠부역
가와치코쿠부역(일본어: 河内国分駅)은 일본 오사카부 가시와라시에 위치한 긴키 닛폰 철도 오사카 선의 철도역이다. 역 번호는 D 18이며, 섬식 승강장 2면 4선의 구조를 갖춘 지상역이다.

## 타는 곳
| 1 · 2 | D 오사카 선 | 하행 | D 고이도 · 야마토야기 · 나바리 방면 · M 이세시마 방면 · E 나고야 방면          |
| 3 · 4 | D 오사카 선 | 상행 | D 야오 · 오사카우에혼마치 방면 · A 오사카난바 · 아마가사키 · 고베산노미야 방면 |

## 이용 현황
- 2005년 11월 8일 : 17,076
- 2008년 11월 18일 : 16,626
- 2010년 11월 9일 : 15,563
- 2012년 11월 13일 : 15,301
- 2015년 11월 10일 : 15,804

## 역 주변
- 간사이 복지 과학 대학

## 인접 역
| 긴키 닛폰 철도 D 오사카 선         | 긴키 닛폰 철도 D 오사카 선 | 긴키 닛폰 철도 D 오사카 선                 |
| ---------------------------------- | -------------------------- | ------------------------------------------ |
| D06 후세 오사카우에혼마치 방면     | ■ 급행                     | 고이도 D23 이세나카가와 방면               |
| D13 다카야스 오사카우에혼마치 방면 | ■ 준특급                   | 오사카쿄이쿠다이마에 D19 이세나카가와 방면 |
| D17 안도 오사카우에혼마치 방면     | ■ 구간 급행 · ■ 보통       | 오사카쿄이쿠다이마에 D19 이세나카가와 방면 |